# Turistická značená trasa 1902
 Turistická značená trasa 1902 je 9,5 km dlouhá modře značená turistická trasa Klubu českých turistů ve Východolabské tabuli a okrese Pardubice spojující nádraží ve Stéblové s Lázněmi Bohdaneč.

## Průběh trasy
Počátek trasy se nachází u nádraží ve Stéblové v nadmořské výšce 224 metrů. Trasa 1902 zde plynule navazuje na žlutě značenou trasu 7322 přicházející od Kunětické hory. Trasa 1902 vede nejprve jižním směrem do obce Stéblová, kde mění směr na přibližně západní. Nedaleko místa, kde směr mění, se nachází malý pomník věnovaný železničnímu neštěstí z roku 1960. Na konci obce se nachází rozcestí, odkud je výchozí žlutě značená trasa 7324 k železniční zastávce Semtín. Trasa 1902 pokračuje po severní hraně Sršské plošiny podél zaniklé železniční vlečky a potoka Rajská strouha. Severně od obce Hrádek se přimyká k severnímu okraji průmyslového areálu Synthesia. V místě, kde se od něj odklání se nachází rozcestí, ze kterého je výchozí zeleně značená trasa 4290 vedoucí do Lázní Bohdaneč severnější alternativní trasou. Asi o 1,5 km dále se u Horeckých písníků nachází další rozcestí, ze kterého je výchozí žlutě značená trasa 7359 do Rybitví. V závěru vede trasa 1902 lázeňským parkem souběžně s částí okruhu naučné stezky Gočárův okruh. Na náměstí v Lázních Bohdaneč v nadmořské výšce 220 metrů končí. V celé trase je doplňována cyklistickou trasou 4039, která vede z části souběžně a z části v nevelké vzdálenosti alternativně.
| km  | místo                 | navazující, křižující a souběžné trasy |
| --- | --------------------- | -------------------------------------- |
| 0   | Stéblová (žst)        | 7322                                   |
| 2.5 | Stéblová (rozc.)      | 7324                                   |
| 6   | V Rozkoši (rozc.)     | 4290                                   |
| 7.5 | Horecké písníky       | 7359                                   |
| 8   | Tillerovo sedátko     | 9499                                   |
| 9.5 | Lázně Bohdaneč (nám.) | 4290                                   |

## Turistické zajímavosti na trase
- Horecké písníky
- Kuttnerova kaple
- Lázeňský park v Lázních Bohdaneč
- Pavilon Gočár v Lázních Bohdaneč
- Kostel svaté Maří Magdalény v Lázních Bohdaneč